# デモクラータFC
デモクラータ・フチボウ・クルーベ（ポルトガル語: Democrata Futebol Clube）は、ブラジル・ミナスジェライス州セテ・ラゴアスを本拠地とするサッカークラブ。同名のクラブが他にある事から、デモクラータ・ジ・セテ・ラゴアス、デモクラータ-SL等と呼ばれる。

## 歴史
バーの常連客が町にスポーツクラブを設立したいと思い活動を始め。1914年6月9日から13日にかけて会議を重ねた。翌14日に設立が決定、デモクラータFCの名で設立された。9月6日に初陣を迎えた。
1985年から1986年にかけては後にブラジル代表監督となるヴァンデルレイ・ルシェンブルゴが指揮を執っていた。

## 本拠地
現在の本拠地はアレナ・ド・ジャカレ。同スタジアム完成以前はエスタジオ・ジョゼ・ドゥアルチ・ジ・パイヴァを使用していた。

## クラブカラー
クラブカラーは赤と白。クラブ史上初めてのユニフォームはリオデジャネイロの会社に電話で註文していたので、設立から十日ほど経った25日に電車で運ばれてきた。

## マスコット
マスコットは鰐。ブラジル周辺では非常に俊敏な生き物である事から決まったという。しばしば擬人化されてユニフォームに登場する。

## 応援歌
エウソン・コヘイア・バルボーサによって作成された応援歌が使われている。なお現在はアリ・ピレスによってアレンジされた物を用いている。

## タイトル
- カンピオナート・ミネイロ2部: 1981
- トルネイオ・イニシオ・ミネイロ: 2006

## 歴代所属選手
- パウロ・マギノ 2006
- ベルナルジ・アニシオ・カルデイラ・ドゥアルテ 2010
- ハモン・オズニ・モレイラ・ラジェ 2015